# 孔熙容
孔熙容（：／ Kong Hee Yong，1996年12月11日—），韓国女子羽毛球運動員。

## 簡歷

### 青少年賽事
2013年10月，孔熙容參加泰國曼谷舉行的世界青年羽毛球錦標賽，助国青隊赢得混团冠军。
2014年2月，孔熙容參加臺灣臺北市举办的亚洲青年羽毛球錦標賽，在率先进行的团体赛，助国青隊赢得混团亚军，而单项赛事，在混双决赛以0比2（14-21、13-21）不敌中国的黄凯祥/陈清晨，最终赢得亚军。

### 成人組賽事
2015年4月，孔熙容与金慧麟出战大阪羽毛球國際挑戰賽，在女双準決賽以0比2（9-21、13-21）不敌中国的陈清晨/贾一凡。同年9月，她與鄭義錫出戰印尼羽毛球國際挑戰賽，在混雙决赛以1比2 （12-21、21-16、13-21）不敌赛会2号种子、东道主的弗兰·库尔尼亚万·邓/科马拉·戴维，赢得亚軍。
2017年3月，孔熙容与朴炅熏出战大阪羽毛球國際挑戰賽，在混双决赛以1比2（21-18、16-21、12-21）不敌中国的王斯杰/倪博文，赢得亚军。同年6月，她與名将金荷娜出戰中華台北羽球公開賽，在女雙準决赛以0比2 （12-21、9-21）不敌队友的金慧麟/柳海媛。同年9月，她与金荷娜出戰日本羽毛球超級賽，在女双决赛以0比2（18-21、16-21）不敌赛会头号种子、奥运冠军的松友美佐紀/高橋禮華，赢得亚军。同年11月，她與新搭档的金昭映出戰澳門羽毛球黃金大獎賽，在女雙準决赛以1比2 （21-12、16-21、19-21）意外不敌同胞小将的白荷娜/李幽琳。同期11月，她與金昭映出戰韓國羽毛球大師賽。在女雙决赛中，以0比2 （18-21、21-23）惜败于师姐的李紹希/申昇瓚。
2018年4月，孔熙容参加中国湖北省武汉市举办的亞洲羽毛球錦標賽，她与金昭映出战女双项目，首圈以2比1（19-21、23-21、21-19）力克日本强档的田中志穗/米元小春；在次圈以2比0（21-7、21-5）横扫中华台北强档的林筱閔/吳芳茜；在八強以2比1（21-17、20-22、21-11）击败了赛会8号种子、东道主的杜玥/李茵暉；在四強以1比2（17-21、22-20、14-21）不敌赛会2号种子、奥运冠军的松友美佐紀/高橋禮華，同时与印尼的德拉·德斯迪亞拉·哈里斯/里基·艾美莉雅·普拉蒂普塔并列季军。同年5月，她与金慧麟出战紐西蘭羽毛球公開賽，在女双準決賽以1比2（21-15、10-21、18-21）不敌中国的曹彤威/郑雨。同期5月，她入选優霸盃的女双主力，助韩国队赢得女团季军。同年6月，她与金慧麟出战馬來西亞羽球公開賽，在女双準決賽以0比2（10-21、15-21）不敌赛会头号种子、中国的陈清晨/贾一凡。同年10月，她与金慧貞出战丹麥羽毛球公開賽，在女双準決賽以0比2（12-21、14-21）不敌赛会5号种子、日本强档的田中志穗/米元小春。
2019年1月，孔熙容与金昭映出战印度尼西亞羽毛球大師賽，在女双决赛以0比2（19-21、15-21）不敌赛会2号种子、奥运冠军的松友美佐紀/高橋禮華，赢得亚军。同年2月，她与金昭映出战西班牙羽毛球大師賽，在女双决赛以2比1（23-21、15-21、21-17）击败了赛会2号种子、日本强档的松山奈未/志田千陽，赢得超級300賽女双冠军，亦是俩人合作以来的首个代表作。同年4月，她与金慧貞出战新加坡羽毛球公開賽，在女双决赛以0比2（17-21、20-22）不敌赛会3种子、新科世锦赛冠军的松本麻佑/永原和可那，赢得亚军。同期4月，她与金昭映出战紐西蘭羽毛球公開賽，在女双决赛以2比0（21-15、21-18）击败了赛会2号种子、奥运冠军的松友美佐紀/高橋禮華，赢得赛季第二座超級300賽女双冠军。同年7月，她与金昭映出战日本羽毛球公開賽，在女双决赛以2比0（21-12、21-12）横扫赛会头号种子、世界第一兼世锦赛冠军的松本麻佑/永原和可那，迎来了职业生涯更高级别超級750賽女双冠军。同年9月，她与金昭映出战韓國羽毛球公開賽，在女双决赛以2比1（13-21、21-19、21-17）击败了赛会6号种子、世锦赛季军的李紹希/申昇瓚，为东道主夺下本届赛事的唯一冠军。
2021年7月，與金昭映出戰2020年東京奧運羽球女子雙打比賽，以D組第二名晉級八強戰，於八強賽中以2比1（21-14、14-21、28-26）擊敗日本組合松本麻佑/永原和可那，於四強賽以0比2（15-21、11-21）不敵中國組合陈清晨/贾一凡，後在銅牌戰以2比0（21-10、21-17）擊敗隊友李紹希/申昇瓚，榮獲銅牌。

## 主要比賽成績
只列出曾進入準決賽的國際賽事成績：
| 年份   | 賽事                     | 公開賽級別 | 項目     | 拍檔   | 成績   |
| ------ | ------------------------ | ---------- | -------- | ------ | ------ |
| 2013年 | 世界青年羽毛球錦標賽     | 其他       | 混合團體 | －     | 冠軍   |
| 2014年 | 亞洲青年羽毛球錦標賽     | 其他       | 混合團體 | －     | 亞軍   |
| 2014年 | 亞洲青年羽毛球錦標賽     | 其他       | 混合雙打 | 金鄭護 | 亞軍   |
| 2015年 | 大阪羽毛球國際挑戰賽     | 國際挑戰賽 | 女子雙打 | 金慧麟 | 準決賽 |
| 2015年 | 印尼羽毛球國際挑戰賽     | 國際挑戰賽 | 混合雙打 | 鄭義錫 | 亞軍   |
| 2017年 | 大阪羽毛球國際挑戰賽     | 國際挑戰賽 | 混合雙打 | 朴炅熏 | 亞軍   |
| 2017年 | 中華台北羽球公開賽       | 黃金大獎賽 | 女子雙打 | 金荷娜 | 準決賽 |
| 2017年 | 日本羽毛球超級賽         | 超級賽     | 女子雙打 | 金荷娜 | 亞軍   |
| 2017年 | 澳門羽毛球黃金大獎賽     | 黃金大獎賽 | 女子雙打 | 金昭映 | 準決賽 |
| 2017年 | 韓國羽毛球大師賽         | 大獎賽     | 女子雙打 | 金昭映 | 亞軍   |
| 2018年 | 亞洲羽毛球錦標賽         | 其他       | 女子雙打 | 金昭映 | 季軍   |
| 2018年 | 紐西蘭羽毛球公開賽       | 超級300賽  | 女子雙打 | 金慧麟 | 準決賽 |
| 2018年 | 優霸盃                   | 其他       | 女子團體 | －     | 季軍   |
| 2018年 | 馬來西亞羽球公開賽       | 超級750賽  | 女子雙打 | 金慧麟 | 準決賽 |
| 2018年 | 丹麥羽毛球公開賽         | 超級750賽  | 女子雙打 | 金慧貞 | 準決賽 |
| 2019年 | 印度尼西亞羽毛球大師賽   | 超級500賽  | 女子雙打 | 金昭映 | 亞軍   |
| 2019年 | 西班牙羽毛球大師賽       | 超級300賽  | 女子雙打 | 金昭映 | 冠軍   |
| 2019年 | 新加坡羽毛球公開賽       | 超級500賽  | 女子雙打 | 金慧貞 | 亞軍   |
| 2019年 | 紐西蘭羽毛球公開賽       | 超級300賽  | 女子雙打 | 金昭映 | 冠軍   |
| 2019年 | 日本羽毛球公開賽         | 超級750賽  | 女子雙打 | 金昭映 | 冠軍   |
| 2019年 | 中華台北羽毛球公開賽     | 超級300賽  | 女子雙打 | 金昭映 | 亞軍   |
| 2019年 | 韓國羽毛球公開賽         | 超級500賽  | 女子雙打 | 金昭映 | 冠軍   |
| 2019年 | 法國羽毛球公開賽         | 超級750賽  | 女子雙打 | 金昭映 | 亞軍   |
| 2020年 | 印尼羽毛球大師賽         | 超級500賽  | 女子雙打 | 金昭映 | 準決賽 |
| 2020年 | 泰國羽毛球大師賽         | 超級300賽  | 女子雙打 | 金昭映 | 準決賽 |
| 2020年 | 亞洲羽毛球團體錦標賽     | 其他       | 女子團體 | －     | 亞軍   |
| 2020年 | YONEX泰國羽毛球公開賽    | 超級1000賽 | 女子雙打 | 金昭映 | 準決賽 |
| 2020年 | TOYOTA泰國羽毛球公開賽   | 超級1000賽 | 女子雙打 | 金昭映 | 冠軍   |
| 2020年 | 世界羽聯世界巡迴賽總決賽 | 總決賽     | 女子雙打 | 金昭映 | 亞軍   |
| 2021年 | 奧林匹克運動會羽毛球比賽 | 其他       | 女子雙打 | 金昭映 | 銅牌   |
| 2021年 | 蘇迪曼盃                 | 其他       | 混合團體 | －     | 季軍   |
| 2021年 | 優霸盃                   | 其他       | 女子團體 | －     | 季軍   |
| 2021年 | 丹麥羽毛球公開賽         | 超級1000賽 | 女子雙打 | 金昭映 | 準決賽 |
| 2021年 | 法國羽毛球公開賽         | 超級750賽  | 女子雙打 | 金昭映 | 亞軍   |
| 2021年 | 印尼羽毛球大師賽         | 超級750賽  | 女子雙打 | 金昭映 | 準決賽 |
| 2021年 | 世界羽聯世界巡迴賽總決賽 | 總決賽     | 女子雙打 | 金昭映 | 冠軍   |
| 2021年 | 世界羽毛球錦標賽         | 其他       | 女子雙打 | 金昭映 | 季軍   |
| 2022年 | 韓國羽毛球大師賽         | 超級300賽  | 女子雙打 | 金昭映 | 冠軍   |
| 2022年 | 優霸盃                   | 其他       | 女子團體 | －     | 冠軍   |
| 2022年 | 世界羽毛球錦標賽         | 其他       | 女子雙打 | 金昭映 | 亞軍   |
| 2022年 | 日本羽毛球公開賽         | 超級750賽  | 女子雙打 | 金昭映 | 準決賽 |
| 2023年 | 德國羽毛球公開賽         | 超級300賽  | 女子雙打 | 金昭映 | 準決賽 |
| 2023年 | 全英羽毛球公開賽         | 超級1000賽 | 女子雙打 | 金昭映 | 冠軍   |
| 2023年 | 蘇迪曼盃                 | 其他       | 混合團體 | －     | 亞軍   |
| 2023年 | 泰國羽毛球公開賽         | 超級500賽  | 女子雙打 | 金昭映 | 冠軍   |
| 2023年 | 韓國羽毛球公開賽         | 超級500賽  | 女子雙打 | 金昭映 | 亞軍   |
| 2023年 | 日本羽毛球公開賽         | 超級750賽  | 女子雙打 | 金昭映 | 冠軍   |
| 2023年 | 澳洲羽毛球公開賽         | 超級500賽  | 女子雙打 | 金昭映 | 冠軍   |
| 2023年 | 世界羽毛球錦標賽         | 其他       | 女子雙打 | 金昭映 | 季軍   |
| 2023年 | 亞洲運動會羽毛球比賽     | 其他       | 女子團體 | －     | 金牌   |
| 2023年 | 亞洲運動會羽毛球比賽     | 其他       | 女子雙打 | 金昭映 | 銅牌   |
| 2024年 | 全英羽毛球公開賽         | 超級1000賽 | 女子雙打 | 金昭映 | 準決賽 |
| 2024年 | 優霸盃                   | 其他       | 女子團體 | －     | 季軍   |
| 2024年 | 香港羽毛球公開賽         | 超級500賽  | 女子雙打 | 金昭映 | 準決賽 |
| 2024年 | 韓國羽毛球大師賽         | 超級300賽  | 女子雙打 | 金慧貞 | 冠軍   |
| 2025年 | 印度羽毛球公開賽         | 超級750賽  | 女子雙打 | 金慧貞 | 亞軍   |
| 2025年 | 印尼羽毛球大師賽         | 超級500賽  | 女子雙打 | 金慧貞 | 冠軍   |
| 2025年 | 奧爾良羽毛球大師賽       | 超級300賽  | 女子雙打 | 金慧貞 | 冠軍   |
| 2025年 | 蘇迪曼盃                 | 其他       | 混合團体 | －     | 亞軍   |
| 2025年 | 新加坡羽毛球公開賽       | 超級750賽  | 女子雙打 | 金慧貞 | 冠軍   |
| 2025年 | 中國羽毛球公開賽         | 超級1000賽 | 女子雙打 | 金慧貞 | 準決賽 |

| 2007-2017年 | 首要超級賽 | 超級賽 | 黃金大獎賽 | 大獎賽 | 國際挑戰賽 | 國際系列賽 | 未來系列賽 | 其他 |

| 2018-2026年 | 總決賽 | 超級1000賽 | 超級750賽 | 超級500賽 | 超級300賽 | 超級100賽 | 國際挑戰賽 | 國際系列賽 | 未來系列賽 | 其他 |

### 世界冠軍頭銜
孔熙容在羽毛球生涯中共奪得1項羽毛球世界冠軍頭銜。
| 賽事   | 奪冠次數 | 年份               |
| ------ | -------- | ------------------ |
| 優霸盃 | 1        | 2022年（女子團體） |
| 總計   | 1        |                    |

### 奧運會和世錦賽參賽紀錄
|          | 搭檔   | 2019 | 2020 | 2021 | 2022 | 2023 | 2024 |
| -------- | ------ | ---- | ---- | ---- | ---- | ---- | ---- |
| 女子雙打 | 金昭映 | 16強 | 銅牌 | 季軍 | 亞軍 | 季軍 | 8強  |